# Ростовцев, Иван Яковлевич
Иван Яковлевич Ростовцев (1831—1917) — русский филолог-классик, попечитель Оренбургского учебного округа, действительный тайный советник.

## Биография
Происходил из потомственных дворян Черниговской губернии, в 1888 году внесенный, вместе с потомством, в 3-ю часть дворянской родословной книги Киевской губернии. Сын учителя Киевской 1-й гимназии, позднее директора училищ Черниговской губернии Якова Павловича Ростовцева.
Окончил Черниговскую гимназию (1847) и историко-филологический факультет университета Св. Владимира со степенью кандидата (1851). За сочинение «Exponantur cognitiones, quibus opus sit uti fabulas Terentii lecturis» был удостоен золотой медали.
По окончании университета начал службу исправляющим должность младшего учителя латинского языка в 1-й Киевской гимназии. В 1853 году был назначен старшим учителем латинского языка в той же гимназии, каковую должность занимал до 1865 года. Сверх того, в 1852—1859 годах состоял учителем русского языка в Киевском институте благородных девиц и за отлично-усердную службу в этой должности удостоился подарка от императрицы Марии Александровны — перстня с бриллиантом. В 1853 году был избран членом-сотрудником временной комиссии для разбора древних актов при киевском, подольском и волынском генерал-губернаторе. В 1859 году был командирован за границу с ученой целью на полтора года. По возвращении из-за границы в 1861 году был избран руководителем кандидатов-педагогов для практических занятий по латинскому языку. В 1862 году был утверждён в должности инспектора 1-й Киевской гимназии и оставался в ней до 1865 года. В это время неоднократно командировался в губернии Юго-Западного края для устройства и осмотра народных училищ.
В 1865 году был назначен директором училищ Волынской губернии, а в следующем году — начальником Житомирской женской гимназии. Ему было пожаловано в Волынской губернии 299 десятин земли.
В 1868—1879 годах был окружным инспектором Киевского учебного округа. В 1874 году был произведён в действительные статские советники. В 1879 году был назначен помощником попечителя Киевского учебного округа. В 1887 году был командирован в Санкт-Петербург для участия, в качестве члена от Министерства народного просвещения, в выработке новых правил по заведованию начальными училищами в тех губерниях Европейской России, где не были введены земские учреждения. В 1889 году состоял председателем историко-филологической испытательной комиссии при Казанском университете.
Во время службы в Киеве был деятельным членом и председателем киевского отделения Общества классической филологии и педагогики. С момента учреждения в 1875 году был избран товарищем председателя, а в следующем году — председателем отделения, в каковой должности оставался до 1890 года. Возглавляя отделение, сумел привлечь к его работе не только учителей, но и учеников. По предложению Ростовцева при отделении была учреждена стипендия Н. И. Пирогова, на проценты с которой приобретались ценные книги в награду ученикам гимназий за сочинения по классической древности. В разные годы такими наградами были отмечены будущие профессора В. А. Шеффер, М. И. Ростовцев и К. Ф. Радченко. Другим направлением в деятельности киевского отделения была публикация трудов членов общества. Так, под редакцией Ростовцева, был подготовлен русский перевод сочинения Франтишека Велишского «Быт греков и римлян» (Прага, 1878), изданный за счет его автора. Другим предприятием стало издание «Греческо-русского словаря по Бензелеру» (Киев, 1881), в редакции которого принимали участие А. О. Поспишиль, Л. М. Студенецкий и Т. В. Тихомиров. По ходатайству попечителя Киевского учебного округа С. П. Голубцова, Министерство народного просвещения выделило 3000 рублей на покрытие расходов по изданию этого словаря. В 1884—1887 годах отделением были изданы три тома «Сборника статей по классической древности», которые были рекомендованы гимназиям как полезное чтение для учеников старших классов. Также, по инициативе Ростовцева, членами отделения был переведен капитальный труд П. Виллемса «Римское государственное право», изданный в двух томах в 1888—1890 годах. Наконец, в 1890 году Иван Яковлевич был избран почетным членом киевского отделения Общества классической филологии и педагогики. Кроме того, он входил в совет Киевского славянского благотворительного общества и за услуги, оказанные на поприще школьного образования славян, был пожалован черногорским орденом князя Даниила I 1-й степени.
С 31 января 1890 года занимал должность попечителя Оренбургского учебного округа. Произведен 1 января 1892 года в тайные советники, 1 января 1904 года — в действительные тайные советники. Уволен от службы 19 марта 1904 года, согласно прошению, с мундиром. В Оренбурге осуществил свою мысль о переводе на русский язык римской истории Тита Ливия: перевод, как и ранее в Киеве, был выполнен при участии учителей разных гимназий учебного округа, а затем издан под редакцией П. А. Адрианова в Москве — «Римская история от основания города» (М., 1892—1899).
В Оренбургской губернии Ростовцев имел 1478 десятин приобретенной земли и 12 сентября 1909 года был избран членом Государственного совета от съезда землевладельцев Оренбургской губернии. 7 ноября того же года, по жалобе Н. Д. Кудрявцева, Государственный совет отменил выборы Ростовцева. В 1905—1917 годах он состоял почетным членом Оренбургского губернского статистического комитета и председателем Оренбургского общества содействия физическому развитию детей.
И. Я. Ростовцев содействовал развитию образования и культуры, даже часть своего дома отдал под музыкальные занятия для даровитой местной молодежи.
Скончался 27 апреля 1917 года в Оренбурге.

## Награды
- Орден Святого Станислава 1-й ст. (1878)
- Орден Святой Анны 1-й ст. (1883), 2-й ст. (1869)
- Орден Святого Владимира 2-й ст. (1887), 3-й ст. (1873)
- Орден Белого Орла (1898)
- Высочайшая благодарность (1901)
- знак отличия беспорочной службы за L лет

Иностранные:
- черногорский Орден князя Даниила I 1-й ст. (1885)

## Труды
- Перевод речи Цицерона о назначении Гнея Помпея полководцем. — Киев, 1861.
- Речь Марка Туллия Цицерона в защиту Секста Росция Америйского. — Киев, 1869.
- Быт греков и римлян / Соч. Ф.Ф. Велишского; Пер. с чеш. чл. Киев. отд. О-ва клас. филологии и педагогики под ред. И. Я. Ростовцева. — Прага, 1878.
- Речь Марка Туллия Цицерона в защиту Секста Росция Америйского. 2-е изд. — Киев, 1879.
- Речь Цицерона против Верреса. Книга пятая (De suppliciis). С объяснительным введением и комментарием. — Киев, 1880.
- Сборник статей по классической древности, издание Киевского отделения Общества классической филологии и педагогики. Выпуск 1-й. — Киев, 1884.
- Сборник статей по классической древности, издание Киевского отделения Общества классической филологии и педагогики. Выпуск 2-й. — Киев, 1885.
- Сборник статей по классической древности, издание Киевского отделения Общества классической филологии и педагогики. Выпуск 3-й. — Киев, 1887.

## Семья
Был женат на Марии Ивановне Монаховой, имел шестерых сыновей и двух дочерей, среди которых:
- Борис (1864—?) окончил Киевскую 1-ю гимназию (1882) и Московский университет (1886), служил по таможенному ведомству[8].
- Дмитрий (1867—?) окончил историко-филологический факультет Санкт-Петербургского университета. В годы Гражданской войны жил в Одессе, в 1919 году выехал на дачу Ростовцевых в Грузии. В 1920-е годы получал денежные переводы от младшего брата Михаила, в 1927 году был арестован. Дальнейшая судьба неизвестна[9]
- Михаил (1870—1952), историк античности, профессор Санкт-Петербургского и Йельского университетов.
- Фёдор (1878—1933), генерал-майор, участник Белого движения, в эмиграции во Франции.
- Павел (1880—?), окончил университет Св. Владимира (1903), товарищ прокурора Оренбургского окружного суда, коллежский асессор[10][11].